# Teherán (provincie)

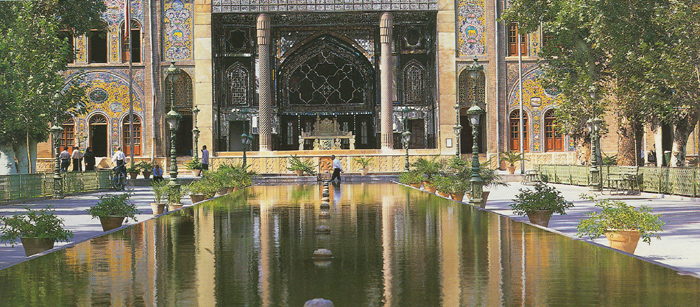
Teherán - hlavní město Íránu od roku 1778.

Teheránská provincie (persky: تهران Tehrān) je jednou ze 31 íránských provincií. Jejím hlavním městem a zároveň hlavním městem Íránu je Teherán. Rozloha provincie je 18,814 km² a v roce 2006 zde žilo 7.797.520 obyvatel.
Sousedí s provinciemi Mázandarán na severu, Qom a Markazí na jihu, Kazvín na západě a Semnán na východě.